# Somatina apicipuncta
Somatina apicipuncta är en fjärilsart som beskrevs av Louis Beethoven Prout 1915. Somatina apicipuncta ingår i släktet Somatina och familjen mätare. Inga underarter finns listade i Catalogue of Life.